# Megalonotus dilitatus
Megalonotus dilitatus är en insektsart. Megalonotus dilitatus ingår i släktet Megalonotus, och familjen fröskinnbaggar. Arten har ej påträffats i Sverige.